# Modest Cuixart
Modest Cuixart i Tàpies (Barcelona, 2 de noviembre de 1925-Palamós, 31 de octubre de 2007) fue un pintor español, uno de los más representativos de la posguerra española, cofundador del grupo Dau al Set junto con Joan Brossa, Antoni Tàpies, Joan Ponç, Arnau Puig y Joan-Josep Tharrats. Juntos fundaron uno de los grupos de pensamiento y arte más importante de la década de 1950, trayendo consigo las segundas vanguardias del siglo XX.

## Biografía
Nació en la ciudad de Barcelona. Estudió inicialmente medicina, pero finalmente se decantó por la pintura con su ingreso en la Acadèmia Lliure de Pintura de Barcelona. 
En 1948 participa en la fundación del grupo Dau al Set, junto con Joan Brossa, Joan Ponç, Antoni Tàpies, Arnau Puig y Joan-Josep Tharrats,  con la intención de sacudir el yermo panorama  artístico y cultural de la postguerra, y en la edición de la revista del mismo nombre que alcanzó un eco internacional inesperado.  
En 1950 participa activamente en los coloquios de la segunda Semana de Arte de Santillana del Mar .En diciembre  gracias a una beca concedida por el Instituto Francés a los pintores de Dau al set,  se traslada a París junto con su primo Antoni Tapies. 
Desde París, donde asiste a la Universidad,  viaja a diversos países europeos. Ante la imposibilidad de subsistir en la capital francesa se traslada a Lyon, ciudad decisiva para el paso de su magicismo de la época de Dau al Set al informalismo matérico. 
En 1953 se casa con Mariona Goday Barba. Ese mismo año participa en la exposición colectiva "Arte Fantástico" en la galería Clan de Madrid organizada  por Antonio Saura.
En 1955 forma parte del efímero grupo Taüll, junto con  Josep Guinovart, Antoni Tàpies, Joan-Josep Tharrats, Jordi Mercadé, Jaume Muxart y Marc Aleu.Realiza su primera exposición individual en Barcelona (galerías Layetanas)  además de una retrospectiva en el Museo de Mataró. El crítico Alexandre Cirici Pellicer conoce su obra a la que desde entonces va a dedicar grandes elogios llegando a considerarle hacia 1959-60 el gran renovador del informalismo internacional que logra cerrar el ciclo que en su día abrieron Dubuffet y Fautrier. 
En 1956, en Lyon contacta con la activa vanguardia de la ciudad, expone en la galería Folklore que dirige el poeta Marcel Michaud. Tanto este como el crítico Jean Jacques Lerrant se entusiasman con su obra. Michaud le presenta el célebre galerista René Drouin que lo introduce en su galería de París. 
En 1958 recibe el Premio Torres García y en París efectúa su primera exposición individual en René Drouin. Visita a Picasso. Es invitado a la XXIX Bienal de Venecia y participa en la Bienal del Carnegie Institut en Pitsburgh. Inicia una muy activa etapa expositiva a nivel internacional. 
En 1959 gana el primer premio de la Bienal de São Paulo (Brasil) por delante de los finalistas Francis Bacon y Alberto Burri., obtiene asimismo la medalla de oro del  del Premio de Pintura Abstracta de Lausanne y expone en la Documenta de Kassel .
En 1960-61 participa en una exposición de vanguardia española en la Tate Gallery de Londres y en el Museo Guggenheim de Nueva York entre muchas otras exposiciones individuales y colectivas por toda Europa, América y Japón.
En 1963 , su abandono del informalismo por considerarlo algo agotado y su creciente interés por la problemática de lo humano en su pintura  se plasma en la exposición "Nens sense nom " (Niños sin nombre),en la galería René Metras de Barcelona,  "preso de la tentación de lo humano " en palabras de Pierre Restany, realiza trágica composiciones con muñecas destrozadas que producen un gran impacto mediático. Jean André Fieschi le dedica un film documental en la línea del cinema verité. Se considera su aportación al pop art mezclada con el new dada y el nouveau réalisme. 
En 1964 presenta en la galería René Metras una exposición  homenaje a Bertolt Brecht (autor que desde su etapa de Lyon influye mucho en su pensamiento) la cual   incluye configuraciones de objetos y assemblages. Ese mismo año, su exposición individual en la galeria Bonino de nueva York, que se prorroga por el éxito obtenido, pone en evidencia su giro intelectualista hacia la figuración y abre un ciclo de acento orgánico, erótico y siniestro en el que técnicamente combina el grafismo con lo matérico. 
En 1966 expone su nueva y originalísma tendencia en Barcelona en René Metras bajo el título Realisme pictòric actual , comisariada por Arnau Puig, que ocasiona el desmedido repudio del crítico Cirici y genera una intensa polémica en la prensa en la que intervienen entre otros a su favor Joan Perucho y Rafael Santos Torroella.
En 1968 es seleccionado y participa en la histórica exposición The Art of Organic Forms en el Smithsonian Museum de Washington, pionera en la vinculación de arte y ciencia  y al año siguiente participa en el Salón Internacional de Arte de Basilea.
En 1971 se instala en Palafrugell, donde conoce a Josep Pla. En los siguientes años de esa década hará exposiciones en numerosas capitales nacionales e internacionales como París, Madrid, São Paulo, Ámsterdam, Tokio, Basilea, Gerona, Barcelona, Milán y otras. Inicia una etapa de efusiva creatividad que se inicia con un sesgo fantasmagórico y fluctúa hacia un barroquismo decadente en los 80. 
En la década de los 80 participará en una exposición colectiva en el Palacio de la Unesco de París, recibe la Cruz de San Jorge de la Generalidad de Cataluña, y la Cruz de Isabel La Católica. En 1988 realiza una exposición antológica en Japón, en las ciudades de Kōbe y Tokio.
A final de la década recobra todo su vigor creativo y profundidad conceptual en una etapa que se sumerge en la naturaleza en su vertiente más recóndita.
En 1991 la Generalidad de Cataluña patrocina una exposición antológica en el Palacio Robert de Barcelona y en 1995 hace otra exposición antológica en el “Centro Cultural de la Villa de Madrid” con motivo de su 70 aniversario. En 1998 se crea la "Fundació Cuixart", con sede en Palafrugell, y en 1999 se le concede la “Medalla de Oro al mérito en las Bellas Artes” del Ministerio de Cultura. Finalmente en 2000 recibe la “Medalla al Mérito en las Bellas Artes” de manos del rey Juan Carlos I.
El 31 de octubre de 2007 muere en Palamós, dos días antes de cumplir 82 años.

## Obra pictórica
Sus diferentes etapas pasan desde el magicismo de Dau al Set (1948-55), al informalismo matérico , denominado "transinformalismo" por J. E. Cirlot, uno de sus estudiosos más profundos,  hasta 1962. Considerando que el informalismo era ya algo obsoleto, se sumerge de lleno en lo humano, primero con sus "Nens sense nom"  que reflejan una honda crisis espiritual y después con un breve pero muy intenso y singular ciclo intelectualista y erótico. En los años 70, ya en Palafrugell, evoluciona desde una figuración espectral no exenta de interés (Bruja de Barbastro) hasta finales de los setenta para caer en los 80 en un barroquismo más bien decadente que durará hasta el final de la década. Ya en los años 90 desarrolla una amplia etapa de introspección en la naturaleza en la que recupera toda fuerza creativa.
Su obra figura en numerosísimos museos y colecciones de todo el mundo.
La Biblioteca de Catalunya adquirió en el 2019 un fondo del artista compuesto por estampas, pruebas de impresión, carteles y planchas de grabado calcográficas y xilográficas.

## Principales distinciones
- Cruz del mérito Civil otorgada por el Gobierno de España, con motivo de la obtención del Primer Premio de la Bienal de São Paulo.
- Cruz de San Jorge de la Generalidad de Cataluña.
- Llave de Oro de la Ciudad de Barcelona.
- “Encomienda de la Orden de Isabel la Católica”.
- Medalla de la Ciudad de Kōbe, Japón.
- Medalla de la Ciudad de Perpiñán, Francia.
- Medalla de Oro al Mérito en las Bellas Artes del Ministerio de Cultura de España.
- Premio Eugeni d'Ors de la “Asociación Madrileña de Críticos de Arte”.